# Anton Messmer

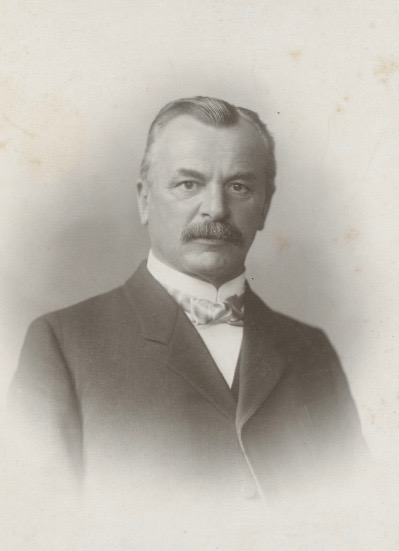
Porträtaufnahme von Anton Messmer, um 1915

Anton Messmer, auch Anton Messmer-Lutz (* 1. Februar 1858 in Thal; † 3. Mai 1937 in St. Gallen; heimatberechtigt in Thal), war ein Schweizer Kaufmann und Finanzpolitiker.

## Leben

### Familie
Anton Messmer war der Sohn des Landwirts und Gemeinderatsschreiber Josef Anton Messmer.
Er war verheiratet mit Theres, der Tochter des Juristen und Politikers Johann Gebhard Lutz; gemeinsam hatten sie drei Söhne, von denen einer noch vor ihm verstarb, und zwei Töchter.

### Werdegang
Nach dem Besuch der Kantonsschule in St. Gallen absolvierte Anton Messmer eine kaufmännische Lehre in Basel. Von 1877 bis 1882 arbeitete er als Stickereikaufmann und Vertreter ostschweizerischer Stickereifirmen in Paris, bevor er 1882 in Bazenheid, gemeinsam mit seiner Schwester, ein eigenes Stickereigeschäft gründete. In dieser Zeit war er auch Initiant des Kirchenneubaus der neugotischen katholischen Pfarrkirche in Bazenheid.
Sein politisches Engagement begann früh, als er von der Konservativen Partei des Bezirks Alttoggenburg in den Verfassungsrat gewählt wurde und von 1891 bis 1902 Mitglied des Erziehungsrates des Kantons St. Gallen war. Gleichzeitig war er von 1891 bis 1902 Mitglied des St. Galler Großrats. Seine Fähigkeit, komplexe finanzielle Themen zu durchdringen, führte dazu, dass er häufig in wichtigen Kommissionen eingesetzt wurde, einschließlich der Budgetkommission des Grossen Rates.
Von 1902 bis 1912 diente er, als Nachfolger des verstorbenen Johann Joseph Keel, als Regierungsrat, wo er die Leitung des Finanzdepartements übernahm. In dieser Funktion führte er ein ausgewogenes Steuergesetz ein, das die finanzielle Stabilität des Kantons förderte. 1907 wurde er zum Landammann gewählt. Nach seinem Rücktritt aus dem Regierungsrat übernahm er kurzfristig das Präsidium der Schweizerischen Genossenschaftsbank in St. Gallen.
Sein Rücktritt aus dem Regierungsrat im Jahr 1912 bedeutete nicht das Ende seiner politischen Karriere; im selben Jahr wurde er erneut in den Erziehungsrat und den Großen Rat gewählt, wo er 1916 zum Präsidenten ernannt wurde.
In den Jahren 1915 bis 1918 war er im Bundesdienst tätig, wo er für die Erhebung der Kriegs- und Kriegsgewinnsteuer verantwortlich war. Vom 1. Dezember 1919 bis zum 1. Juni 1935 war er, als Nachfolger des verstorbenen Heinrich Scherrer, Mitglied des Ständerats, in dem er von 1929 bis 1930 auch das Präsidium innehatte. Besonders in der Finanzkommission, den er mehrfach präsidierte, des Ständerats, hatte er erheblichen Einfluss auf die Finanzpolitik des Landes.
Neben seiner politischen Karriere war Anton Messmer auch in zahlreichen Verwaltungsräten, unter anderem in der Stickerei-Treuhand-Genossenschaft, in den Schweizerischen Bundesbahnen und der St. Gallisch-Appenzellische Kraftwerke AG aktiv; dort folgte ihm nach seinem Tod der Regierungsrat Josef Riedener (1892–1965). Er war der erste katholisch-konservative Politiker, der die Vizepräsidentschaft im Verwaltungsrat der Schweizerischen Nationalbank übernahm, was seine Bedeutung in der Schweizer Finanzwelt unterstreicht.
Er war in früheren Jahren Präsident der kantonalen Konservativen Partei (siehe Christlichdemokratische Volkspartei).